# Robert Malet
Ne pas confondre avec le recteur Robert Mallet (1915-2002) et d'autres homonymes Robert Mallet
Robert Malet (actif entre 1066 et 1105), seigneur de Graville (près du Havre) et d'Eye (Suffolk), fut un baron anglo-normand, reconnu pour avoir été le premier à avoir officié comme maître chambellan d'Angleterre.

## Biographie
Il est le fils aîné et héritier de Guillaume Malet et Esilia, fille de Gilbert Crispin. Déjà adulte en 1066, il succède à son père, probablement en 1071, en Normandie et en Angleterre. Les possessions familiales normandes sont dans le Pays de Caux et le Caennais, avec le château principal à Graville. Les possessions anglaises, acquises par son père après la conquête normande de l'Angleterre, sont réparties dans huit comtés, et 80 % d'entre elles sont dans le Suffolk où il tient l'important honneur d'Eye.
En 1075, Robert Malet est dans l'armée de Guillaume (I) de Warenne et Richard de Bienfaite qui réprime le mouvement de révolte bretonne en Est-Anglie durant la révolte des comtes. Après que les rebelles retranchés dans le château de Norwich se soient rendus, Guillaume le Conquérant lui en donne le commandement. Il sert aussi comme shérif dans le Suffolk en 1080.
Après l'accession au trône de Guillaume le Roux, le fils puîné du Conquérant, Robert Malet tombe en défaveur, et l'honneur d'Eye lui est confisqué. Il assez probable que la raison soit d'avoir soutenu Robert Courteheuse, le duc de Normandie et frère aîné du roi, notamment durant la rébellion de 1088. Son honneur, confisqué entre 1087 et 1094, et donné à Roger le Poitevin, un fils de Roger de Montgommery, le comte de Shrewsbury.
Durant le reste du règne de Guillaume le Roux, Robert Malet n'apparaît plus dans aucune source écrite. Il est probable qu'il soit retourné en Normandie auprès de Robert Courteheuse. Après le départ de ce dernier à la première croisade en 1096, il se met au service d'Henri, le plus jeune frère du duc et du roi. Henri est couronné roi d'Angleterre en 1100, et Robert Malet, qui est présent à la cérémonie de couronnement, reçoit l'honneur d'Eye, confisqué à Roger le Poitevin, peu après.
Il reste proche d'Henri Ier, et est son chambellan jusqu'en 1105. Plus tard, Robert sera reconnu comme ayant été le premier à avoir officié comme maître chambellan d'Angleterre. Il est le témoin de nombreuses chartes royales jusqu'en février 1105, après quoi il n'existe plus de trace de lui.
Entre 1100 et 1105, il achève la fondation du prieuré d'Eye qui avait commencé durant le règne du Conquérant, mais avait été suspendue par la confiscation de ses biens en Angleterre. Sa descendance et ses éventuelles épouses sont très incertaines. Une charte de donation à l'abbaye Saint-Taurin d'Évreux mentionne un Robert Malet et sa femme Emeline, mais une charte en mauvais état mentionne que la femme du chambellan Robert Malet s'appelle Maud. À sa mort, ses terres passent à Guillaume (II) Malet, qui est généralement vu par les historiens comme étant son frère, mais il pourrait s'agir de son fils. Toutes les terres anglaises des Malet lui sont confisquées, probablement en 1110, par Henri Ier. En 1113, le roi les donne à son neveu Étienne de Blois, qui lui succédera sur le trône d'Angleterre en 1135.

### Sources
- C. P. Lewis, « Malet, Robert (fl. 1066–1105) », Oxford Dictionary of National Biography, Oxford University Press, 2004. Version de novembre 2008.